# Megacardita chinensis
Megacardita chinensis is een tweekleppigensoort uit de familie van de Carditidae. De wetenschappelijke naam van de soort is voor het eerst geldig gepubliceerd in 2012 door Xu.